# Mustafina Klada
Mustafina Klada – wieś w Chorwacji, w żupanii sisacko-moslawińskiej, w gminie Velika Ludina. W 2011 roku liczyła 164 mieszkańców.